# Heroes of Wrestling
Heroes of Wrestling è stato un pay-per-view organizzato dalla Fosstone Productions, svoltosi il 10 ottobre 1999 al Casino Magic di Bay St. Louis, nel Mississippi.
L'evento sarebbe stato il primo di una numerosa serie di pay-per-view di wrestling con la partecipazione di popolari wrestler degli anni ottanta e inizi anni novanta. Questo però si rivelò essere un tremendo insuccesso, dato che il pay-per-view totalizzò pochissimi spettatori e le vendite furono disastrose a causa della pessima match card e soprattutto per la controversia che ebbe Jake Roberts come protagonista.
Il pay-per-view venne trasmesso solo negli Stati Uniti e in Canada.

## Evento

### Antefatto
Nel 1999 il presidente della Fosstone Production, Bill Stone, volle approfittare del grande successo mediatico del wrestling organizzando una serie di pay-per-view con protagonisti wrestler famosi degli anni ottanta e inizio novanta. Ci sarebbero stati altri eventi di wrestling successivi a questo solamente se avesse totalizzato più di 40.000 acquisti, ma ne fece solo 29.000, il che spinse Stone ad abbandonare il progetto. I commentatori furono Dutch Mantel e Randy Rosenbloom, anche se alcuni promo pubblicitari avevano annunciato la presenza di Gordon Solie, il quale però fu assente per dei problemi di salute (che poi lo portarono alla morte). Il commento di Rosenbloom fu molto criticato, soprattutto perché chiamò un missile dropkick un "leg drop volante". L'evento è considerato uno dei peggiori pay-per-view nella storia del wrestling a causa della sua pessima qualità: infatti Dave Meltzer del Wrestling Observer Newsletter assegnò 0 come voto complessivo all'evento. Tutto l'evento è stato dedicato alla memoria di Gorilla Monsoon.

### Controversie
L'evento viene generalmente ricordato per la sua conclusione, che avrebbe visto l'esibizione dei due match principali: Jake Roberts contro Jim Neidhart e King Kong Bundy contro Yokozuna. Tuttavia i problemi con alcol e droghe di Roberts impedirono lo svolgimento di quanto programmato: egli si presentò allo show quasi completamente ubriaco e prima del match con Neidhart doveva registrare un'intervista nella quale avrebbe dovuto sbeffeggiare Neidhart. Dato l'alto livello di intossicazione alcolica il tutto si risolse in una lunga sequela di frasi sconnesse e biascicate nelle quali Roberts utilizzò prevalentemente dei giochi di parole basati sul casinò dove si svolgeva l'evento. Un segmento in particolare divenne "virale" quando venne postato sul sito WrestleCrap: 
Dopo l'intervista Roberts si avvicinò al ring con il suo caratteristico serpente. Tuttavia dopo aver accennato a tornarsene nel dietro le quinte Roberts mise giù la sacca con il serpente e iniziò a parlare con il pubblico. Prima di salire sul ring prese le mani di una donna tra il pubblico e si fece accarezzare il petto nudo, poi tolse il serpente dalla sacca e simulò una masturbazione con esso. La regia passò velocemente a riprese ravvicinate del pubblico per non mostrare ciò che stava succedendo e quindi molti spettatori da casa non si accorsero nemmeno di quello che stava succedendo. Alla fine dopo essere collassato al centro del ring Roberts cercò di baciare il serpente.
Nel tentativo di salvare il match Bill Stone decise di organizzare al volo un match di coppia tra Roberts-Yokozuna e Bundy-Neidhart. Stone si consultò a bordo ring con i wrestler stessi per confermare il tutto. Bundy schienò Roberts dopo averlo colpito con uno splash, dopo che Roberts era caduto svariate volte sul ring chiaramente non in grado di combattere. Yokozuna e Stone cercarono di salvare l'evento e la reputazione di Roberts inducendolo ad assalire Stone, in modo da far sembrare il suo comportamento predeterminato come da copione, ma Roberts dimostrò scarso interesse e iniziò invece a spogliarsi nel bel mezzo del ring prima che la trasmissione venisse bruscamente interrotta.

## Risultati
| # | Incontri | Stipulazioni   | Durata |
| - | --- | -------------- | ------ |
| 1 | The Samoan Swat Team (Samu e The Samoan Savage) (con Paul Adams e Sika) hanno sconfitto Marty Jannetty e Tommy Rogers | Tag team match | 10:00  |
| 2 | Greg Valentine (con Sensational Sherri) ha sconfitto George Steele                                                    | Single match   | 6:37   |
| 3 | 2 Cold Scorpio ha sconfitto Julio Fantastico                                                                          | Single match   | 9:37   |
| 4 | The Bushwhackers hanno sconfitto The Iron Sheik e Nikolai Volkoff (con Nikita Breznikoff)                             | Tag team match | 8:42   |
| 5 | Tully Blanchard ha sconfitto Stan Lane                                                                                | Single match   | 7:04   |
| 6 | Abdullah the Butcher (con Honest John Cheatum) vs. One Man Gang è terminato in doppio count-out                       | Single match   | 7:34   |
| 7 | Jimmy Snuka (con Captain Lou Albano) ha sconfitto Bob Orton                                                           | Single match   | 11:46  |
| 8 | Jim Neidhart e King Kong Bundy (con Michael Henry) hanno sconfitto Jake Roberts e Yokozuna                            | Tag team match | 16:34  |